# Physarum polycephalum

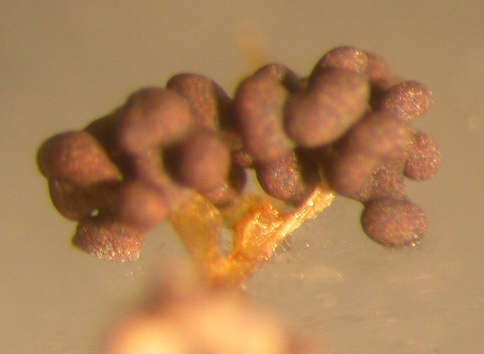
Плодові тіла P. polycephalum

Physarum polycephalum (родова назва від дав.-гр. φυσάριον — пухир, видова πολύς — багато κεφαλή — голова, тобто багатоголовий) — плазмодіальний слизовик родини Physaraceae. Поширений у помірних та тропічних широтах. P. polycephalum — зручний об'єкт для культивування, тому використовується в наукових дослідженнях як модельний організм, а також у проектах школярів і студентів.

## Класифікація
Physarum polycephalum належить до справжніх або плазмодіальних слизовиків (клас Myxogastria). Систематичне положення цієї групи організмів довго залишалось об'єктом суперечки. У багатьох класифікаціях, зокрема Віттакера, їх відносили до царства Гриби. Проте молекулярні дослідження вказали не спорідненість міксомікот із іншою групою слизовиків — клітинних (клас Dyctiostelia), разом із якими вони становлять тип Міксоміцети (Mycetozoa), який належить до клади найпростіших Amoebozoa.

## Зовнішній вигляд
Більшу частину свого життя P. polycephalum перебуває у вегетативній формі плазмодію — однієї великої багатоядерної клітини. Плазмодій має яскраво-жовте забарвлення і може виростати до розмірів 30 см у діаметрі, здатний до амебоїдного руху. Цитоплазма P. polycephalum постійно рухається змінюючи напрямок приблизно щохвилини, це явище можна спостерігати під мікроскопом, а інколи навіть неозброєним оком. Якщо поблизу плазмодія є два окремі джерела їжі, він формує сітку протоплазматичних трубочок, що їх сполучають. За несприятливих умов плазмодій може затвердівати перетворюватись у дрімаючу форму — склероцій, вона щільніша, має темніше забарвлення і стійка до умов, зокрема може витримувати нагрівання до температури 70—80°C.

## Життєвий цикл і спосіб життя

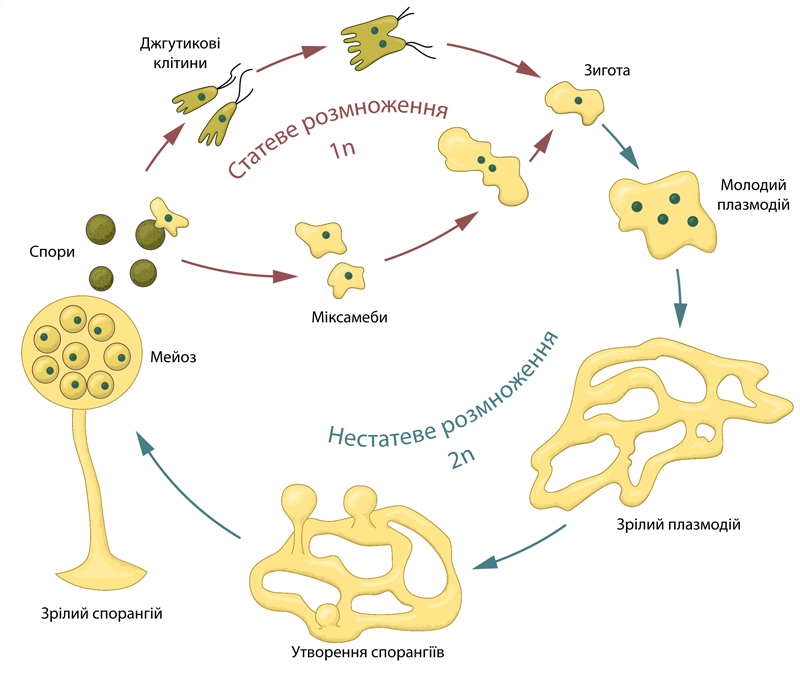
Життєвий цикл P. polycephalum

P. polycephalum росте у вологих темних місцях, уникає світла. Живиться шляхом фагоцитозу бактеріями, дрібними грибами, також виділяє у середовище ферменти для перетравлення мертвої органіки. За наявності достатньої кількості їжі плазмодій фізаруму постійно росте, при чому всі його диплоїдні ядра, а їх може бути кілька мільйонів, діляться строго синхронно, з інтервалом приблизно у 8 годин. Можливе вегетативне розмноження слизовика, яке зокрема часто проводиться при його культивуванні: якщо відділити від тіла організму шматочок, то з нього розвинеться новий плазмодій.
За умов нестачі вологи плазмодій перетворюється у склероцій. Голодування і світло стимулюють утворення плодових тіл — спорангіїв, вони мають приблизно 2 мм у висоту, і розміщуються гронами (звідси назва багатоголовий). У спорангях відбувається мейоз, утворені гаплоїдні клітини вкриваються щільною оболонкою, таким чином формуються спори, що вивільнюються в навколишнє середовище. При наявності вологи спори можуть проростати у амебоподібні міксамеби або джгугикові клітини. Ці клітини деякий час активно живляться і можуть ділитись, у разі висихання перетворюються у спочиваючі цисти. Міксамеби або джгутикові клітини різних типів спарювання зливаються між собою (плазмогамія), після чого зливаються і їхні ядра (каріогамія). Це примітивна форма статевого процесу, внаслідок якого утворюється диплоїдна зигота. Із останньої виростає новий плазмодій. У лабораторних умовах були отримані апогамні мутанти, що можуть розвиватись у гаплоїдний плазмодій без запліднення, вони використовуються для генетичних досліджень.

## Використання у навчанні
P. polycephalum порівняно легко вирощувати в лабораторних умовах, тому він був одним із перших культивованих еукаріотичних організмів. Через це він використовується не тільки як один із модельних організмів біології, а й в освітніх цілях. Студенти на лабораторних роботах вивчають такі властивості P. polycephalum як позитивний хемотаксис, негативний фототаксис тощо. У вільному продажі є комплекти для вирощування слизовика, які учні можуть придбати для своїх наукових проектів.

## «Інтелект»
У P. polycephalum були виявлені ознаки примітивної форми інтелекту, схожого за деякими ознаками до інтелекту еусоціальних тварин. Перша праця присвячена цьому питанню була опублікована у 2000 році в журналі Nature, у ній японські дослідники Накагакі та Ямада повідомляли, що P. polycephalum вміє знаходити найкоротший шлях між двома точками в лабіринті. Якщо на «вході» лабіринту поставити шматочок їжі та частину плазмодію слизовика він спочатку ростиме відносно хаотично, після того, як він натрапить на їжу на «виході», між цими двома точками формується протоплазматичний тяж, який відповідає найкоротшому шляху між «входом» і «виходом».
Якщо помістити P. polycephalum на площині із кількома окремими джерелами поживних речовин (наприклад вівсяні пластівці на непоживному агарі) він утворює сітку із вузлами в місцях поживи (планарний граф). Накагакі та колеги довели, що мережа протоплазматичних тяжів слизовика оптимізована для максимально ефективного отримання та транспорту ресурсів. У 2010 році японські вчені змогли відтворити схему залізниці між Токіо та 36 навколишніми містами завдяки P. polycephalum. На основі поведінки слизовика вони запропонували новий метод розробки ефективних адаптивних мереж.
У P. polycephalum також виявлена примітивна форма пам'яті. Група Накагакі провела такий експеримент: на плазмодій слизовика періодично (з інтервалом у півтори години) діяли струменем сухого повітря, кожен раз він відповідав сповільненням руху, проте після трьох послідовних стимулів P. polycephalum вже «очікував» четвертого у відповідний час і починав рухатись повільніше навіть за відсутності впливу. Якщо слизовик так і не отримував наступних подразнень реакція поступово згасала, проте пам'ять про неї залишалась ще впродовж багатьох годин: якщо після тривалого періоду спокою подіяти на плазмодій сухим повітрям всього один раз, він «згадує» ритм, який вивчив раніше, і діє відповідним чином. Механізм пам'яті P. polycephalum пов'язують із роботою внутрішньоклітинних біохімічних осциляторів.

## Робот, яким керуєP.polycephalum
P. polycephalum був використаний для конструювання простого робота, який тікає від світла. Робот має гексагональну форму, шість ніжок і світлові сенсори, інформація від яких передається комп'ютеру. Комп'ютер декодує інформацію і відтворює аналогічний характер освітлення у камері, де росте плазмодій слизовика у формі шестикутної зірки. Під впливом світла частота пульсації цитоплазми P. polycephalum зменшується, найбільше цей ефект проявляється у найосвітленіших частинах плазмодію. Характер коливань фіксується CCD-камерою, від якої інформація передається комп'ютеру, а далі роботу, внаслідок чого він рухається до більш затемнених місць.
Ця праця була першою успішною спробою використання живої клітини для керування поведінкою робота (раніше клітини використовувались тільки як сенсори). Перевага застосування з такою метою живих систем замість програм полягає у більшій пластичності реакцій та автономності перших.